# Enzyklopädien aus dem islamischen Kulturkreis
Mit den Enzyklopädien aus dem islamischen Kulturkreis entstanden sehr früh sowohl generelle und spezielle als auch systematische und alphabetische Nachschlagewerke.

## Wichtige arabische Enzyklopädien
Im 9. Jahrhundert verfasste der Lehrer Ibn Qutaiba ein zehnbändiges Werk, das Kitab uyun al-achbar („Buch über die Quellen der Geschichte“), das als erste arabische Enzyklopädie gilt.
Abu Abdallah Muhammad al-Chwarizmis Mafatich al-ulum („Schlüssel zu den Wissenschaften“ „Die Schlüssel der Wissenschaften“) aus dem 10. Jahrhundert liefert einen systematischen Überblick über die Wissenschaftszweige.
In der zweiten Hälfte des 10. Jahrhunderts tauchte ein bis heute höchst umstrittenes Werk in den Buchläden von Bagdad auf: die Rasa'il ichwan as-safa' wa chillan al-wafa, ein enzyklopädisches Werk aus 52 Episteln, die ein breites Spektrum von Themen, von der Musik bis hin zur Magie, behandelten und die sich keiner religiösen oder philosophischen Richtung zuordnen ließen. Die Verfasser nannten sich Ichwan as-Safa („Brüder der Reinheit“) und stammten wahrscheinlich aus Basra.
Das monumentale (Kitab) asch-Schifa („Heilung der Seele vom Irrtum“; lateinischer Titel Sufficientia) des Mediziners und Philosophen Ibn Sina (latinisiert Avicenna, ca. 980-1037) behandelt in vier Teilen die Logik, Physik, worunter für Ibn Sina auch die Tier- und Pflanzenwelt fällt, die Mathematik und Metaphysik.
Als bedeutendstes systematisch geordnetes Werk gilt Miftah es-seadet we missbah es-sijadet fi mewsuat el-ulum (deutsch: „Der Schlüssel der Glückseligkeit und die Laterne der Herrschaft in den Gegenständen der Wissenschaften“) von Mola Ahmed Ben Mustafa (auch bekannt als Tasch Köpri-sade; † J.d.H. 1032, d. i. 1622)
Alphabetisch geordnet ist das Keschf es-sunun an esmail Kutub velfunun (deutsch: „Enthüllte Bücher und Wissenschaftskunde“) von Hadschi Chalfa (eigentlicher Name: Mustafa Ben Abdollah Katib Tschelebi; † J.d.H. 1068, d. i. 1657)